# Hervormde Kerk (Tull en 't Waal)
De Hervormde Kerk is een kerkgebouw in het Nederlandse dorp Tull en 't Waal (gemeente Houten) aan de Waalseweg 71.
Het interieur van de Hervormde Kerk heeft witgepleisterde muren en is vrij sober, ook de spitstongewelf met zijn eiken gordelbogen. In de kerk bevinden zich kerkbanken die dateren uit 1842 met tegen de oostmuur een uit de zeventiende eeuw daterende eiken preekstoel. De klok met een diameter van 64,5 cm is gegoten door Adriaan Meurs in 1616. 
Achter de kerk is een begraafplaats gelegen. Op deze begraafplaats liggen twee Airborne-soldaten begraven die omgekomen zijn bij de Slag om Arnhem. Het kerkgebouw kwam in 1982 op de lijst voor de Monumentenzorg te staan.

## Geschiedenis
Er is over de Hervormde Kerk niet veel bekend, men vermoedt dat de kerk als dochterkerk van Tull is gesticht in de eerste helft van de veertiende eeuw. De oudste vermelding van een parochie in 't Waal dateert uit 1348.